# Romances
| Recensione      | Giudizio |
| --------------- | -------- |
| All Music Guide |          |

Romances è un album del 2004 edito da Ipecac Recordings, il primo scaturito dalla collaborazione tra Mike Patton e Kaada, sotto il nome di Kaada/Patton.

## Tracce
Testi e musiche di Kaada/Patton.
1. Invocation – 2:53
2. Pitié Pour Mes Larmes – 5:31
3. Aubade – 11:17
4. L'absent – 3:04
5. Crépuscule – 4:10
6. Viens, Les Gazons Sont Verts – 6:59
7. Seule – 5:58
8. Pensée des Morts – 4:37
9. Nuit Silencieuse – 3:19

## Formazione
Tutte le tracce sono state scritte, eseguite e mixate da John Erik Kaada e Mike Patton.

Gli altri strumentisti che hanno collaborato sono:
- Erland Dahlen – Percussioni, xilofono, voce. (In Pitié Pour Mes Larmes e Aubade )
- Børge Fjordheim – Percussioni, voce. (In Pensée des Morts)
- Gjertrude Pedersen – Clarinetto basso. (In Invocation)
- Øyvind Storesund - Basso, contrabbasso, fischio. (In tutte le tracce)
- Geir Sundstøl – Chitarra, lap steel, voce. (In Pitié Pour Mes Larmes)

## Sonorità dell'album
Le impronte dei due artisti sono distinguibili distintamente all'interno dell'intero album.

Mentre la melodia tenebrosa e corale di Invocation ricorda più lo stile inquietante di Danny Elfman che quello macabro dei Fantômas (gruppo musicale), l'impronta della passione di Patton per la grande teatralità, si sviluppa per tutta la durata del disco, trovando il suo apice in Aubade, dove la sua interpretazione passa attraverso cantati spettrali, growl e i vocalizzi più estremi.

Anche in questo album, come in ogni sua collaborazione, Patton dà prova di come la sua voce e la sua tecnica canora si adattino ad ogni genere musicale e viceversa. Nelle torch songs Seule e Pitié Pour Mes Larmes, si esibisce in un perfetto crooning, anche se poste nel contesto dell'album, con parole come "You came to take my heart from me" (“Sei venuta per strapparmi il cuore”), siamo più vicini a tematiche grandguignolesche che alle classiche tematiche amorose.

L'apporto di Kaada in Romances si palesa nell'eleganza delle armonie e degli arrangiamenti e dalle svariate influenze: L'absent potrebbe ricordare le melodie tradizionali francesi, mentre Viens, Les Gazons Sont Verts mescola l'Ennio Morricone degli spaghetti western a musiche più esotiche.

Benché differente dal suo album d'esordio, “Thank You for Giving Me Your Valuable Time”,  Pensée des Morts è il brano che meglio incamera lo stile eclettico del compositore norvegese.

Strumenti provenienti dall'Europa dell'est, dal cabaret, dal lounge e dalle colonne sonore dei più classici film dell'orrore, come organi, theremin o arpe interagiscono portando l'ascoltatore nel suo viaggio all'interno dei 44 minuti dell'album.

Romances è la perfetta colonna sonora per pensieri romanticamente macabri.